# Rhinocyllus conicus
Rhinocyllus conicus är en skalbaggsart som först beskrevs av Frölich 1792.  Rhinocyllus conicus ingår i släktet Rhinocyllus, och familjen vivlar. Arten är reproducerande i Sverige.